# Edvard Sylou-Creutz
Edvard Sylou-Creutz, född 7 maj 1887 i Kristiania, död 21 maj 1945, var en norsk pianist.
Sylou-Creutz började redan som barn att spela piano, men tvingades avbryta studierna och först i 20-årsåldern kunde han återuppta dessa på allvar. Han var en längre tid elev till Agathe Backer-Grøndahl och studerade samtidigt musikteori hos Iver Holter och Catharinus Elling. Han studerade även i Berlin och Wien under flera år; särskild betydelse för honom fick Harold Bauer. Som pianist gick han sina egna vägar. Han gav talrika konserter och skrev många artiklar i tidskrifter.
Sylou-Creutz blev sedermera medlem i Nasjonal Samling och i mars 1940 sökte han en tjänst i radiosändningarna från Nazityskland till Norge och anställdes som programpresentatör och nyhetsuppläsare. Han fortsatte sina sändningar efter den tyska invasionen av Norge den 9 april 1940. I slutet av april och början av maj 1940 gjordes förberedelser för att avveckla des tyskbaserade sändningarna till Norge och i stället använda Norsk Rikskringkasting (NRK). Sylou-Creutz återvände till Norge i början av juni och fortsatte sin karriär i hemlandet. I september 1940 ökade nazisterna kontrollen över NRK; förkrigstidens riksprogramchef Olav Midttun avskedades. Sylou-Creutz blev programdirektör för musik och Eyvind Mehle programdirektör för talsändningarna. Samma år tillkännagav Sylou-Creutz att all judisk musik skulle förbjudas i norsk radio och att samtliga utövare skulle vara medlemmar i Nasjonal Samling.
I samband med 100-årsminnet av Edvard Griegs födelse den 15 juni 1943 skulle Sylou-Creutz hålla den officiella Griegkonserten i Stavanger. Stadens orkester erbjöds 10 000–15 000 kronor i offentliga medel för att medverka, men vägrade. Sylou-Creutz tvingades spela ensam för en publik på 48 personer, varav 40 hade fått gratisbiljetter. Samma dag framförde för övrigt den icke-nazistiske konstnären Ivar Johnsen ett enkelt stycke av Grieg i Fornøyelsesparken i Stavanger i regnväder för en publik på mellan 1 000 och 2 000 personer.